# Lago Clearwater (Manitoba)
O lago Clearwater é um lago de água doce localizado em Manitoba no Canadá
.

## Descrição
Este lago é dotado por praias de apreciável dimensão e de areia clara bastante procuradas na época estival. Nas suas imediações existem abundantes florestas de coníferas e prados povoados pela flora rasteira característica dos espaços montanhosos.
A água deste lago apresenta-se límpida e de um tom claro que permite ver o fundo até aos cerca de 11 metros (36,1 pés). A pesca no lago é abundante, estando a truta-do-lago, o pique-do-norte, e o peixe-branco entre as espécies mais dignas de nota.
Na orla costeira do lago encontra-se o Parque Natural do Lago Clearwater, local que oferece além do contacto com a natureza, alojamento em estalagem e parque de campismo.